# Сложил, Павел
Па́вел Сло́жил (чеш. Pavel Složil; р. 29 декабря 1955, Опава) — чехословацкий профессиональный теннисист и теннисный тренер, специалист по игре в парах.
- Победитель 33 турниров Гран-при и АТР в одиночном и парном разряде
- Победитель Открытого чемпионата Франции 1978 года в смешанном парном разряде (с Ренатой Томановой)
- Обладатель Кубка Дэвиса 1980 года и командного Кубка Наций 1981 года в составе команды Чехословакии

## Спортивная карьера
Павел Сложил начал играть в теннис с семи лет, а в девять принял участие в первом турнире. В 1973 году он выиграл юношеский и взрослый чемпионат Чехословакии и дошёл до финала Открытого чемпионата Франции среди юношей.
Довольно скоро, однако, стало ясно, что лучше всего Сложилу удаётся игра в паре. Уже в 1977 году он стал победителем Универсиады в Софии в мужском и смешанном парном разряде (соответственно с Томашем Шмидом и Ренатой Томановой). На следующий год, в 22 года, он выиграл с Томановой Открытый чемпионат Франции в смешанном парном разряде. В этом же году он дважды вышел в финал турниров Гран-при в мужском парном разряде: в Кицбюэле с Павелом Гуткой и в Мадриде со Шмидом. За 1979 и 1980 год он ещё семь раз играл в финалах в мужском парном разряде. В 1978 году он провёл свои первые игры за сборную Чехословакии в Кубке Дэвиса, одержав три победы в матче с командой Румынии. В 1980 году он был вновь призван в сборную и помог ей выиграть Европейскую зону Кубка Дэвиса, победив в трёх играх в матчах с французами и румынами, но в межзональном полуфинале с Аргентиной проиграл обе своих игры и, хотя чехословаки пробились в финал, Сложил в нём не участвовал.
В 1981 году Сложил завоевал свои первые титулы в турнирах Гран-при: один в одиночном разряде (в Нанси) и два в мужском парном разряде (во Флоренции и в Бостоне, оба с Раулем Рамиресом). Он также стал со сборной победителем командного Кубка Наций.
В дальнейшем основных успехов Сложил добивался в паре со Шмидом. В общей сложности из 31 победы в турнирах Гран-при, одержанной Сложилом, 17 титулов были завоёваны вместе со Шмидом. Вместе они также дошли до финала трёх центральных турниров в 1984 году: итогового турнира WCT, проводившегося по результатам предыдущего сезона; Открытого чемпионата Франции; и турнира Мастерс, собравшего лучших игроков тура Гран-при по итогам 1984 года. Четыре года подряд, с 1982 по 1985 год, Сложил и Шмид завоёвывали право на участие в итоговом турнире WCT, а в три последние года из этого периода — также в турнире Мастерс. В этот период Сложил часто входил в десятку лучших теннисистов мира в парном разряде, а в феврале 1985 года поднялся в рейтинге до четвёртого места.
Свои последние финалы (две победы и поражение) Сложил сыграл в 1986 году, уже без Шмида. В этом сезоне его основным партнёром был выступавший за Швейцарию уроженец Чехословакии Якоб Хласек, с которым они дошли до полуфинала на Уимблдоне и выиграли один турнир, а вторую победу Сложил одержал с другим бывшим представителем ЧССР — Либором Пимеком. Последнюю игру в профессиональном турнире Сложил провёл на Открытом чемпионате США 1987 года, в 31 год завершив игровую карьеру.
После завершения активной карьеры Сложил занялся тренерской работой. Среди теннисисток, которых он тренировал, были Штеффи Граф (в течение пяти лет до 1991 года), Дженнифер Каприати, Магдалена Малеева и Анна Курникова. С 2002 года Сложил работает в теннисном клубе города Нейплс (Флорида, США).

## Участие в финалах турниров Большого шлема за карьеру (2)

### Мужской парный разряд (1)
| Результат | Год  | Турнир                     | Партнёр    | Соперники в финале    | Счёт в финале           |
| --------- | ---- | -------------------------- | ---------- | --------------------- | ----------------------- |
| Поражение | 1984 | Открытый чемпионат Франции | Томаш Шмид | Анри Леконт Янник Ноа | 4-6, 6-2, 6-3, 3-6, 2-6 |

### Смешанный парный разряд (1)
| Результат | Год  | Турнир                     | Партнёр         | Соперники в финале               | Счёт в финале |
| --------- | ---- | -------------------------- | --------------- | -------------------------------- | ------------- |
| Победа    | 1978 | Открытый чемпионат Франции | Рената Томанова | Вирджиния Рузичи Патрис Домингез | 7-6, отказ    |

## Участие в финалах Мастерс и итогового турнира WCT за карьеру (2)

### Парный разряд (2)
| Результат | Год  | Турнир                      | Партнёр    | Соперники в финале          | Счёт в финале           |
| --------- | ---- | --------------------------- | ---------- | --------------------------- | ----------------------- |
| Поражение | 1984 | Итоговый турнир WCT, Лондон | Томаш Шмид | Ханс Симонссон Андерс Яррид | 6-1, 3-6, 6-3, 4-6, 3-6 |
| Поражение | 1984 | Мастерс, Нью-Йорк           | Томаш Шмид | Джон Макинрой Питер Флеминг | 2-6, 2-6                |

## Участие в финалах командных турниров за карьеру (1)
Победа (1)
| Год  | Турнир                   | Команда                                             | Соперник в финале                            | Счёт |
| 1981 | Кубок Наций, Дюссельдорф | Чехословакия П. Корда, И. Лендл, П. Сложил, Т. Шмид | Австралия П. Макнамара, П. Макнами, К. Уорик | 2-1  |